# مارغو ري
مارغو ري (بالإسبانية: Margo Rey)‏ هي مغنية وكاتبة غنائية مكسيكية، ولدت في 17 أكتوبر 1966 في أكابولكو في المكسيك.

## وصلات خارجية
- مارغو ري على موقع IMDb (الإنجليزية)
- مارغو ري على موقع ميوزك برينز (الإنجليزية)
- مارغو ري على موقع قاعدة بيانات الفيلم (الإنجليزية)